# Ídolo de Ciudad Rodrigo
La estela o ídolo de Ciudad Rodrigo es un ídolo antropomorfo de la Edad del Bronce, hallado en Ciudad Rodrigo (Salamanca, España) que se encuentra en el Museo Arqueológico Nacional de España.

## Datación
El ídolo se data entre el 2000 y el 1500 a. C, durante el Bronce Antiguo. Es un precedente «temprano» de las estelas del sudoeste. Quizás el paralelo más cercano al ídolo de Ciudad Rodrigo es la estela de Toriñuelo, hallado cerca de Jerez de los Caballeros (Badajoz).

## Características
El ídolo es un gran canto rodado basáltico, casi elíptico, de unos 40 cm de alto, por 23 cm de ancho y 13 cm de profundidad. Grabado en líneas esquemáticas sobre una de las caras más planas, aparece una figura de aspecto humano dibujada con trazos. Los ojos son dos hoyitos y en medio una línea vertical forma la nariz, debajo una línea horizontal representa la boca, trazos que forman la cara. Por encima, tres curvas forman un complejo tocado o diadema, de la que salen varias líneas paralelas hacia arriba que se pueden interpretar como pelo. Del lado derecho de la nariz aparece un hoyuelo redondo que parece haberse realizado posteriormente, ya que tiene una patina y una técnica diferente. El grabado es antiguo, por lo que podría interpretarse como un tatuaje.
El cuerpo no está dibujado, pero en su lugar aparecen cuatro semicírculos concéntricos, que podrían representar una túnica, collares o cinturones ornamentales, sin que se pueda saber con exactitud. Debajo salen dos líneas paralelas en «L» invertidas que son sus piernas y los pies. Los brazos son dos líneas curvadas que aparecen a ambos lados, paralelas a los semicírculos que acaban en manos de cinco dedos. En la muñeca de la mano derecha hay un brazalete del que penden dos colgantes rectos y verticales.

## Procedencia
El ídolo fue encontrado en la plaza del Trigo, en Ciudad Rodgrigo, durante unas obras en el alcantarillado. El ídolo fue recogido por el canónigo de la Catedral de Ciudad Rodrigo don Serafín Tello y fue publicado Juan Cabré en 1930. Posteriormente pasó a manos de doña Bienvenida Tello, que lo vendió al Museo Arqueológico Nacional en 1969.